# Thiện Vô Úy
Thiện Vô Uý (zh. shàn wúwèi 善無畏, ja. zemmui, sa. śubhākarasiṃha), 637-735, là một học giả Ấn Độ truyền bá Mật tông Phật giáo sang Trung Quốc. Được xem là một trong 8 vị tổ của giáo lý Phó thụ bát tổ (zh. 傅授八祖) của Chân ngôn tông.

## Cuộc đời đạo nghiệp
Sư sinh trong một hoàng tộc thuộc vùng Orissa, kế thừa ngôi vào năm 13 tuổi, nhưng từ bỏ khi các người anh khởi binh bạo loạn tranh quyền kế vị. Sư xuất gia làm Tăng tại Trúc lâm tinh xá (zh. 竹林精舎, sa. veṇuvanavihāra) trong viện Na-lan-đà. Theo chỉ đạy của thầy là Đạt-ma-cúc-đa (zh. 達磨掬多, sa. dharmagupta), sư dấn thân vào cuộc hành trình sang Trung Hoa qua đường Thổ Phồn (吐蕃, en. turfan), đến nơi vào năm 716. Sư được vua Huyền Tông (zh. 玄宗) tiếp kiến năm 717, và bắt đầu dịch kinh tại chùa Tây Minh (zh. 西明寺). Khi vua trùng tu lại chùa năm 724, Sư dời đến chùa Đại Phúc Tiên (zh. 大福先寺) ở Lạc Dương, cộng tác với Nhất Hạnh (一行) dịch Đại Nhật kinh (zh. 大日經, sa. vairocanābhisambodhi). Dù đã nổi tiếng với việc dịch kinh ấy, Sư còn dịch những nhiều kinh văn Mật tông quan trọng khác như Tô-tất-địa kinh (蘇悉地經, sa. susiddhi). Sư còn tổ chức những nghi lễ cho triều đình và giảng thuyết; một trong những pháp ngữ nầy là Vô Uý tam tạng thiền yếu (zh. 無畏三藏禪要). Một số kinh văn khác được soạn ở Trung Hoa dưới sự hướng dẫn của Sư. Đồ hình Ngũ bộ tâm quán (zh. 五部心観) có kể đến hành trạng của Thiện Vô Uý. Cho đến cuối đời, Sư thỉnh nguyện được trở về Ấn Độ, nhưng bị từ chối, và sau đó viên tịch tại Lạc Dương. Sau khi an táng Sư trên đồi quanh Long Môn vào năm 740, tín đồ Phật tử vẫn tiếp tục thờ phụng nhục thân của Sư.